# Isachne confusa
Isachne confusa är en gräsart som beskrevs av Jisaburo Ohwi. Isachne confusa ingår i släktet Isachne och familjen gräs. Inga underarter finns listade i Catalogue of Life.